# Styles Of Beyond
『Styles Of Beyond』（スタイルス オブ ビヨンド）は、EXILEの2枚目のオリジナルアルバム。2003年2月13日にrhythm zoneから発売。

## 概要
前作『our style』から11カ月ぶりのオリジナルアルバム。当初は発売日を2003年2月5日としていたが、翌週の2月13日に変更となった。
初回限定盤（CD+DVDの2枚組）、通常盤（CDのみ）の2形態で発売。
オリコン週間アルバムランキングでは初の首位獲得となった。首位はシングル・アルバムを通じてデビュー以来初のことであった。
発売から1年後の2004年3月、3rdアルバムのミリオンセラーを記念して、1stアルバムから3rdアルバムまでの初回限定盤をまとめた『祝ミリオン・初回アルバム3枚組 BOX SET 〜Appreciation to the million breakthrough〜』が限定発売された。
本作の発売と同年にavex traxより同名の12インチ盤がリリースされており、A面に「ESCAPE」「Can't say words」「Release Yourself」、B面に「S・O・B」「Cross 〜never say die〜」「Ring Your Bell」の全6曲が収録されている。

## 収録曲

### CD
※シングル曲の詳細はそのページを参照。
1. Intro [0:46]
  1. Your eyes only 〜曖昧なぼくの輪郭〜
  2. style
  3. Fly Away
  4. song for you
  5. Cross 〜never say die〜
  6. Kiss you

  - 1st〜6thシングルのメドレー
2. ESCAPE（Inst.）[3:28]
作曲・編曲：HIRO × (Kira + Okayan)
  - ホーユー「Men's Beauteen 02サマー」CFタイアップソング

後にベストアルバム『PERFECT BEST』/『SELECT BEST』にも収録。
3. Sandcastles [3:25]
作詞：Kenn Kato / 作曲：BOUNCEBACK
4. Kiss you [4:56]
作詞：Kenn Kato / 作曲：原一博
  - 6thシングル「EX-STYLE ～Kiss you～」表題曲
5. Ring your bell [4:00]
作詞：Kenn Kato / 作曲：中西圭三
6. wishes [4:07]
作詞：Kenn Kato / 作曲：原一博
  - 山崎製パン「新食感宣言」CMソング

後にベストアルバム『PERFECT BEST』/『SELECT BEST』にも収録されている。
7. 羽1/2 [5:12]
作詞：SHUN / 作曲：長岡成貢
8. Distance "Orchestra Version" [4:42]
作詞：Kenn Kato / 作曲：BOUNCEBACK
  - 6thシングルカップリング曲のオーケストラ・バージョン
9. Release yourself [4:24]
作詞：Kenn Kato / 作曲：朝本浩文
10. Cross 〜never say die〜 [5:00]
作詞：Kenn Kato / 作曲：原一博
  - 5thシングル
11. can't say words [4:24]
作詞：ATSUSHI / 作曲：山木隆一郎
12. Guilty [4:43]
作詞：ATSUSHI、SHUN / 作曲：原一博
作詞はボーカル2名による共作である。
13. We Will 〜あの場所で〜 [5:27]
作詞：SHUN / 作曲：中野雄太
  - 7thシングル
14. song for you [5:43]
作詞：Kenn Kato / 作曲：Face 2 fAKE
  - 4thシングル
15. S・O・B（Inst.）[2:55]
作曲・編曲：HIRO × (Kira + Okayan)
16. 。（Inst.）[2:10]
VERBAL、SOUL TRAINのRYU、ZEEBRAの留守電話が収録。
17. Feel the Conflict "S・O・B Version" [5:22]
作詞：Kenn Kato / 作曲：横山輝一
  - 1stアルバム『our style』収録曲の新録バージョン

初回限定盤のみ収録[6]。

### SPECIAL DVD
※初回限定盤のみ
1. J Soul Brothers
2. Kiss you
3. DJ MAKIDAI non-stop mix

## カバー
羽1/2
- 清木場俊介 & EXILE ATSUSHI（2014年、アルバム『唄い屋・BEST Vol.1』収録）
- EXILE TAKAHIRO（2023年、アルバム『EXPLORE』収録）